# Гольденвейзер, Владимир Соломонович
Владимир Соломонович Гольденвейзер (1853, Умань — 1919, Москва) — российский инженер путей сообщения, публицист.

## Биография
Родился в семье купца 3-й гильдии города Умани Хаима-Шлёмы Срулевича (Соломона Израилевича) Гольденвейзера (1814, Умань — не ранее 1873), к 1858 году — купца 2-й гильдии в Екатеринославе, и его жены Эстер Яковлевны Гольденвейзер (1819—?). Дед, колонист Сруль Гершкович Гольденвейзер (1766—1854), тоже был купцом в Умани и одним из основателей еврейской земледельческой колонии в Бессарабии (1840), названной Михаилсдорф в честь брата императора. Братья — Александр Соломонович Гольденвейзер (1855—1915), юрист-цивилист; Борис Соломонович Гольденвейзер, юрист; Моисей Соломонович Гольденвейзер (1838/1839, Умань — 1921, Варшава), юрист, юрисконсульт банка Полякова, библиофил, литературовед и историк; Яков Соломонович Гольденвейзер (1 июня 1862, Екатеринослав — после 1931), адвокат, присяжный поверенный в Киеве, автор очерков «О материальной, а не формальной правде» и «О широком просторе усмотрения суда в проекте об обязательствах» (Киев: Тип. Императорского Университета св. Владимира Н. Т. Корчак-Новицкого, 1901), книги «Крива обмова. Справа Бейліса» (с М. Виленским, Харьков, 1931).
В 1879 году окончил Институт инженеров путей сообщения императора Александра I в Санкт-Петербурге со званием гражданского инженера. Служил в Министерстве путей сообщения, в Обществе Юго-Западных железных дорог в Тирасполе Херсонской губернии, Аккермане и до середины 1890-х годов в Бендерах Бессарабской губернии, потом в Кишинёве. С 10 ноября 1895 года — начальник 20-й дистанции Юго-Западных железных дорог. Выйдя в отставку поселился в Москве, где работал в Управлении по сооружению новых линий Московской-Казанской железной дороги.
Коллежский секретарь (28 апреля 1893 года) со старшинством с 15 марта 1892 года; титулярный советник с 12 октября 1896 года со старшинством с 15 марта 1895 года; коллежский асессор с 22 ноября 1898 года со старшинством с 15 марта 1898 года; надворный советник. Штатный инженер VIII класса. Член Московского отделения Императорского Русского технического общества.
Сотрудничал в журнале «Инженер». Переводил техническую литературу с немецкого и английского языков. Автор книг «Очерк развития вопроса об очистке сточных вод» (Киев, 1899), «Туннель под Ламаншем. Подводная железная дорога между Франциею и Англиею» (Киев: Лито-Типография Товарищества И. Н. Кушнерев и К, 1917). Перевёл с английского языка монографию В. Ф. Дунбара «Очистка сточных вод» (СПб.: Издательство А. А. Гуткова, 1910. — 366 с.).

## Семья
Женился 1 января 1881 года на Анне Марковне Рейнгерц (1858 — 1928/1929, Гомель). Их дети:
- Лев Владимирович Гольденвейзер — драматург и театральный режиссёр;
- Евгений Владимирович Гольденвейзер (1885—?), ординарный врач госпитальной клиники Московского университета, с 1914 года заведующий туберкулёзным санаторием для рабочих Брянского рельсопрокатного завода в Жуковке, автор пособия для фельдшерских школ «Клиническая диагностика» (Минск, 1940), перевёл с немецкого монографию П. Эрлиха и С. Хата «Экспериментальная химиотерапия спириллёзных заболеваний» (сифилис, возвратный тиф, спириллёз кур, фрамбезия; М.: Современные проблемы, 1911. — 181 с.)[11].
- Елена Владимировна Утгоф (1881, Кишинёв — 1958, Ялта), выпускница кишинёвской гимназии для девочек, после окончания специального курса по истории и французскому языку в Кишинёве получила разрешение преподавать эти предметы в качестве домашнего учителя своим единоверцам; училась на философском факультете Гейдельбергского университета, затем на Педагогических курсах в Москве и (после крещения в 1902 году[12]) — на историко-филологическом факультете Московских Высших женских курсов. Жена В. Л. Утгофа.
- Елизавета Владимировна Гольденвейзер (1888 — не ранее 1942), музыковед, выпускница историко-филологического отделения Московских Высших женских курсов, сотрудница московского Дворца искусств[13]; Татьяна Владимировна Гольденвейзер (1889—?).